# Céline Bellot
Céline Bellot est juriste, criminologue et professeure titulaire à l'École de travail social de l'Université de Montréal. Elle est également directrice de cette École, et elle dirige l’Observatoire sur les profilages (OSP) et est membre du Centre international de criminologie comparée (CICC). 

## Formation
En 2001, elle obtient un doctorat en criminologie de l'Université de Montréal. Sa thèse s'intitule Le monde social de la rue: expériences des jeunes et pratiques d'intervention à Montréal. Elle réalise ensuite un postdoctorat à l'Université du Québec à Montréal,.

## Travaux divers
Ses travaux de recherche portent sur les questions de profilage racial et social, ainsi que de surjudiciarisation des populations marginalisées, comme les personnes en situation d'itinérance,,, les communautés autochtones, les personnes aux prises avec des problèmes de consommation ou de dépendance et les jeunes en situation de marginalité. Ceux-ci s'inscrivent ensuite au sein de démarches de création d'interventions au service de la participation et de l'insertion sociale de ces populations.
Dans ce cadre elle est favorable à une réduction des financements du Service de police de la Ville de Montréal (SPVM), jugeant que la hausse des contrôles n'améliore pas la sécurité publique.
Elle a également montré l'impact de la réglementation de la consommation d’alcool sur les jeunes populations racialisées; ces règlements pouvant être utilisées pour exercer davantage de contrôle.
En 2017, c'est la publication du rapport de recherche Rendre visible l’itinérance au féminin dont elle a dirigé les travaux. Il fait état de l'absence des femmes dans les politiques contre l'itinérance au Québec,.
Depuis 2021, elle participe en tant qu'experte  à un « balado » de vulgarisation scientifique concernant la criminologie et ses liens avec les questions d'actualités. Ce projet est organisé par le Centre international de criminologie comparée.
En 2020, Balarama Holness, fondateur de Montréal en action, reproche à l'Observatoire des profilages (OSP) de l’Université de Montréal de n'avoir recruté ni personnes noires ou racisées, ni activé de partenariat avec des organisations les représentant.

## Rapport Bellot
En 2005, elle dirige un rapport de recherche intitulé Judiciarisation et criminalisation des populations itinérantes à Montréal, à la demande du Secrétariat National des Sans-abri.  Le rapport Bellot (aussi connu sous ce vocable) traite de la construction de l’itinérance comme un problème d’ordre public, de la réaction pénale face à l’itinérance ou encore de la criminalisation des populations itinérantes. On y examine l'évolution dans le temps de la judiciarisation à Montréal et l'on y fait une analyse différentielle de la criminalisation des populations itinérantes.  

## Comité de suivi des appels à l'action de la Commission Viens
En septembre 2019, on a rendu public le rapport final de la Commission d’enquête sur les relations entre les Autochtones et certains services publics : écoute, réconciliation et progrès (CERP ou commission Viens). Le rapport de la commission Viens - aussi connu par le nom de son commissaire en chef Jacques Viens - présente 142 appels à l’action visant à l'amélioration ses relations "entre les Autochtones et les services de police, de justice, correctionnels, de protection de la jeunesse, ainsi que les services de santé et les services sociaux". 
Céline Bellot joint le Comité de suivi des appels à l’action de la Commission Viens; comité constitué de personnes de la société civile et du milieu universitaire. Elle collabore à la rédaction du rapport publié en 2021 : État de la mise en œuvre du rapport de la commission d’enquête sur les relations entre les autochtones et certains services publics : écoute, réconciliation et progrès (Commission Viens) depuis sa parution en septembre 2019. Le Comité de suivi constate qu’il reste encore beaucoup de chemin à faire, bien que de « nécessaires et pertinentes démarches aient été entreprises depuis deux ans au sein de plusieurs organisations gouvernementales ».

## Publications [sélection]

### Rapports de recherche
- 2016 : Céline Bellot et coll., Rendre visible l'itinérance au féminin. Rapport de recherche, Programme Actions concertées des Fonds de recherche du Québec. No du projet de recherche : 2016-FI-196118. 28 pages.

### Livres
- 2019 : (en) Marie-Eve Sylvestre, Nicholas Blomley et Céline Bellot, Red Zones : Criminal Law and the Territorial Governance of Marginalized People, Cambridge University Press, 2019, 281 p. (ISBN 9781316875544, lire en ligne ).

- 2020 : Céline Bellot, Les droits et le travail social : définitions, enjeux et perspectives, 2020 (ISBN 978-2-7605-5299-9, OCLC 1142118608).

### Articles
- « Le racisme envers les Autochtones, bien plus qu’une histoire de pommes pourries », sur Le Devoir, 16 octobre 2020 (consulté le 8 avril 2022).
- 2021 : Céline Bellot, "Passer du contrôle à l'accompagnement des jeunes marginalisés", dans Relations. Numéro 815, hiver 2021–2022, p. 28–29

## Distinctions
2021 : Prix Acfas Pierre-Dansereau, pour l'engagement social,,.
2023 : Prix du Québec Prix Marie-Andrée-Bertrand